# Černá kronika
Černá kronika je určitý publicistický útvar v denním tisku, televizi či jiných sdělovacích prostředcích. Informuje o kriminálních trestných činech, které byly spáchány či objasněny za určité období. Název černá kronika je metaforickým vyjádřením povahy těchto činů (škody na majetku či lidských životech). V novinách bývá někdy umístěna v černě orámovaném sloupku ve formě krátkých zpráv, není to však pravidlem.

## Přenesený význam
V přeneseném významu se jako o černé kronice hovoří o zpravodajské relaci či skladbě novin, která obsahuje převážně tyto zprávy o kriminálních skutcích („Ty dnešní zprávy, to je jedna velká černá kronika.“)